# Prapłaźcokształtne
Prapłaźcokształtne, płazakokształtne – grupa ryb dwudysznych 
(Dipnoi), klasyfikowana w randze podrzędu Lepidosirenoidei w obrębie rogozębokształtnych, a wcześniej w randze rzędu Lepidosireniformes. 

## Cechy charakterystyczne
Ciało wydłużone, płetwy piersiowe i brzuszne pozbawione promieni, wiotkie; parzysty pęcherz pławny, łuska drobna.

## Klasyfikacja
Grupa ta obejmuje dwie rodziny:
- płazakowate (Lepidosirenidae)
- prapłetwcowate (Protopteridae)

## Zasięg występowania
Do płazakowatych zaliczany jest 1 gatunek, prapłaziec zasiedlający rzeki i rozlewiska Brazylii i Paragwaju.
Prapłetwcowate obejmują 4 współcześnie żyjące gatunki, w tym prapłetwiec, występujące w Afryce.